# Szatan z siódmej klasy
Szatan z siódmej klasy é um filme de drama polonês de 1960 dirigido e escrito por Maria Kaniewska. Foi selecionado como representante da Polônia à edição do Oscar 1961, organizada pela Academia de Artes e Ciências Cinematográficas.

## Elenco
- Pola Raksa - Wanda
- Józef Skwark - Adam Cisowski
- Stanisław Milski - Profesor Paweł Gąsowski
- Krystyna Karkowska - Gąsowska
- Kazimierz Wichniarz - Gąsowski
- Mieczysław Czechowicz - Painter
- Janusz Kłosiński - Żegota